# 남태윤
남태윤(1998년 3월 23일~)은 대한민국의 사격 선수로 주 종목은 공기소총이다. 2020년 하계 올림픽에 참가하였다.